# Nebovidy (okres Brno-venkov)
Nebovidy jsou obec v okrese Brno-venkov v Jihomoravském kraji. Rozkládají se v katastrálním území Nebovidy u Brna, na okraji Bobravské vrchoviny. Žije zde 871 obyvatel.

## Název
Jméno vesnice je původně označením jejích obyvatel: Nebovidi byli ti, kteří viděli nebe. Motivací pojmenování bylo zřejmě to, že osada se nacházela v místě vzniklém vyklučením hustého porostu. Německé jméno Nebowitz (od poloviny 19. století Nebowid) vzniklo hláskovou úpravou českého. Blízký kopec Nebovid byl nazván podle vesnice.

## Historie
První písemná zmínka o obci pochází z roku 1104 (Nebouidi).

## Obyvatelstvo
Na počátku 17. století měla obec 23 domů, po třicetileté válce bylo 8 z nich pustých. V roce 1790 měla obec 43 domů a 248 obyvatel, roku 1834 47 domů a 266 obyvatel.
| Rok            | 1869 | 1880 | 1890 | 1900 | 1910 | 1921 | 1930 | 1950 | 1961 | 1970 | 1980 | 1991 | 2001 | 2011 | 2021 |
| -------------- | ---- | ---- | ---- | ---- | ---- | ---- | ---- | ---- | ---- | ---- | ---- | ---- | ---- | ---- | ---- |
| Počet obyvatel | 313  | 343  | 372  | 427  | 491  | 509  | 540  | 495  | 564  | 533  | 478  | 443  | 435  | 624  | 841  |
| Počet domů     | 50   | 53   | 60   | 66   | 83   | 90   | 104  | 130  | 137  | 136  | 130  | 146  | 147  | 189  | 234  |

## Obecní symboly
Znak a vlajka byly obci uděleny rozhodnutím předsedy Poslanecké sněmovny Parlamentu České republiky dne 9. prosince 1996.

## Pamětihodnosti
- Kostel svatého Kříže

## Galerie

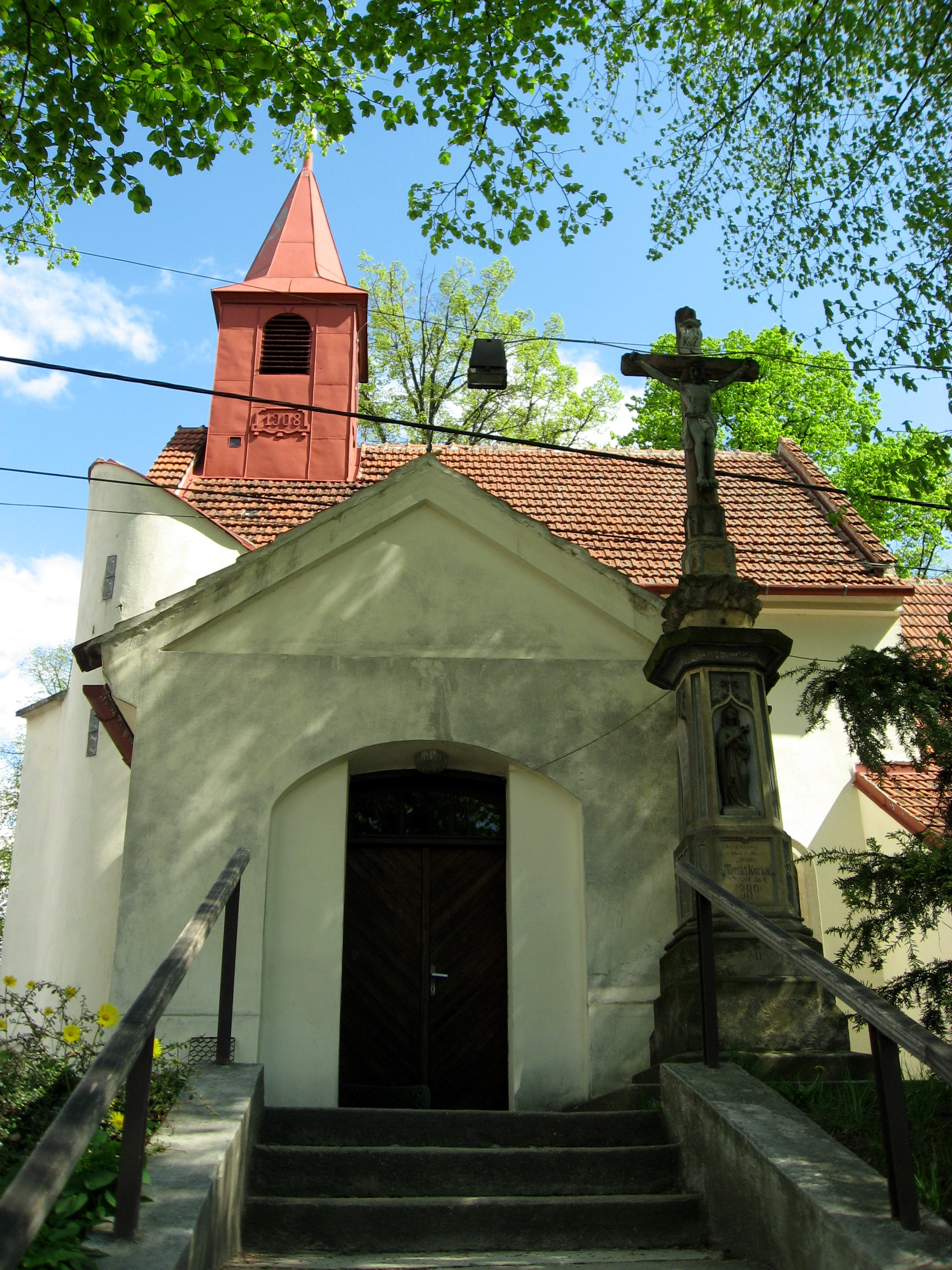
Kostel svatého Kříže
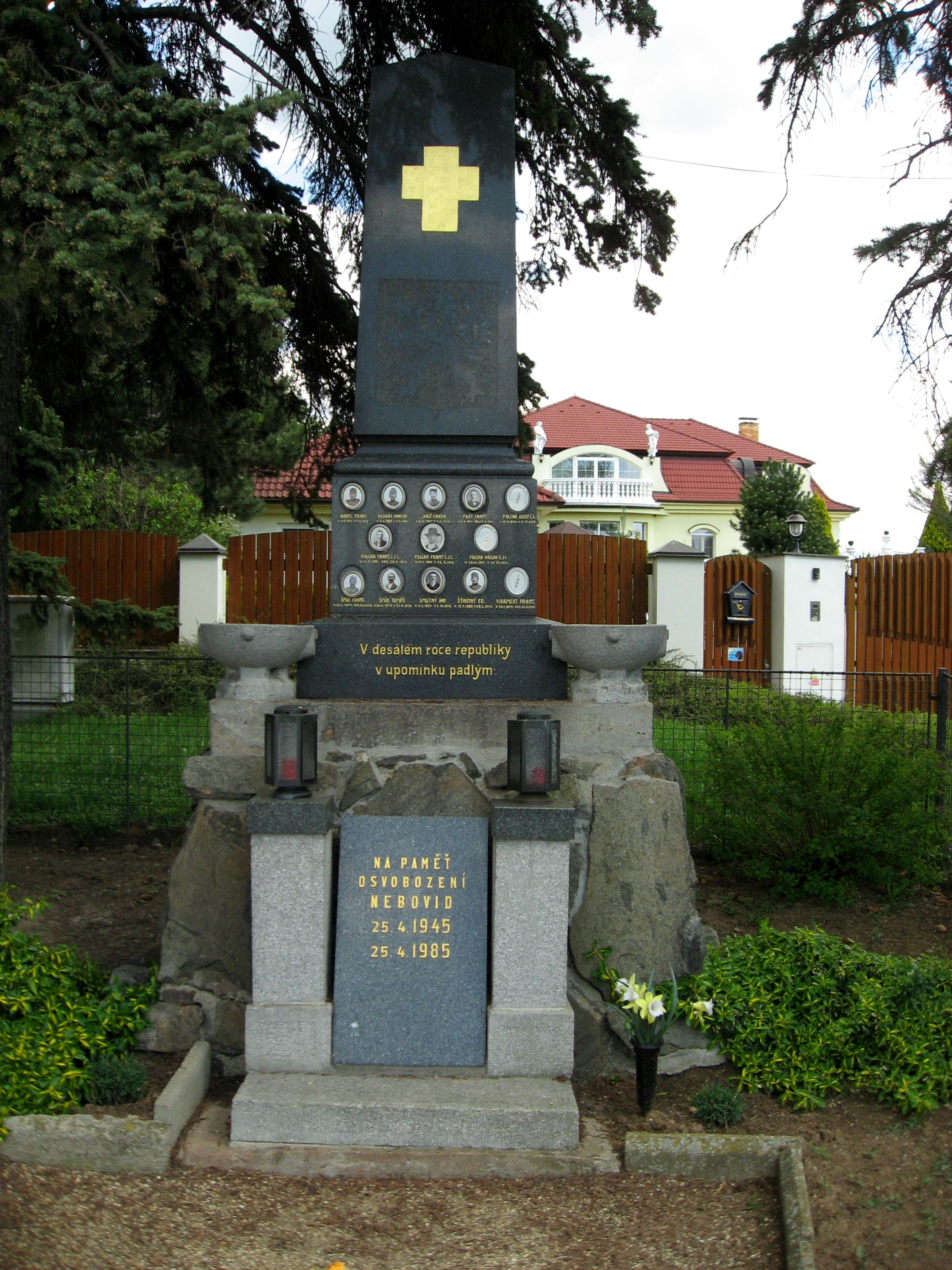
Pomník obětem válek
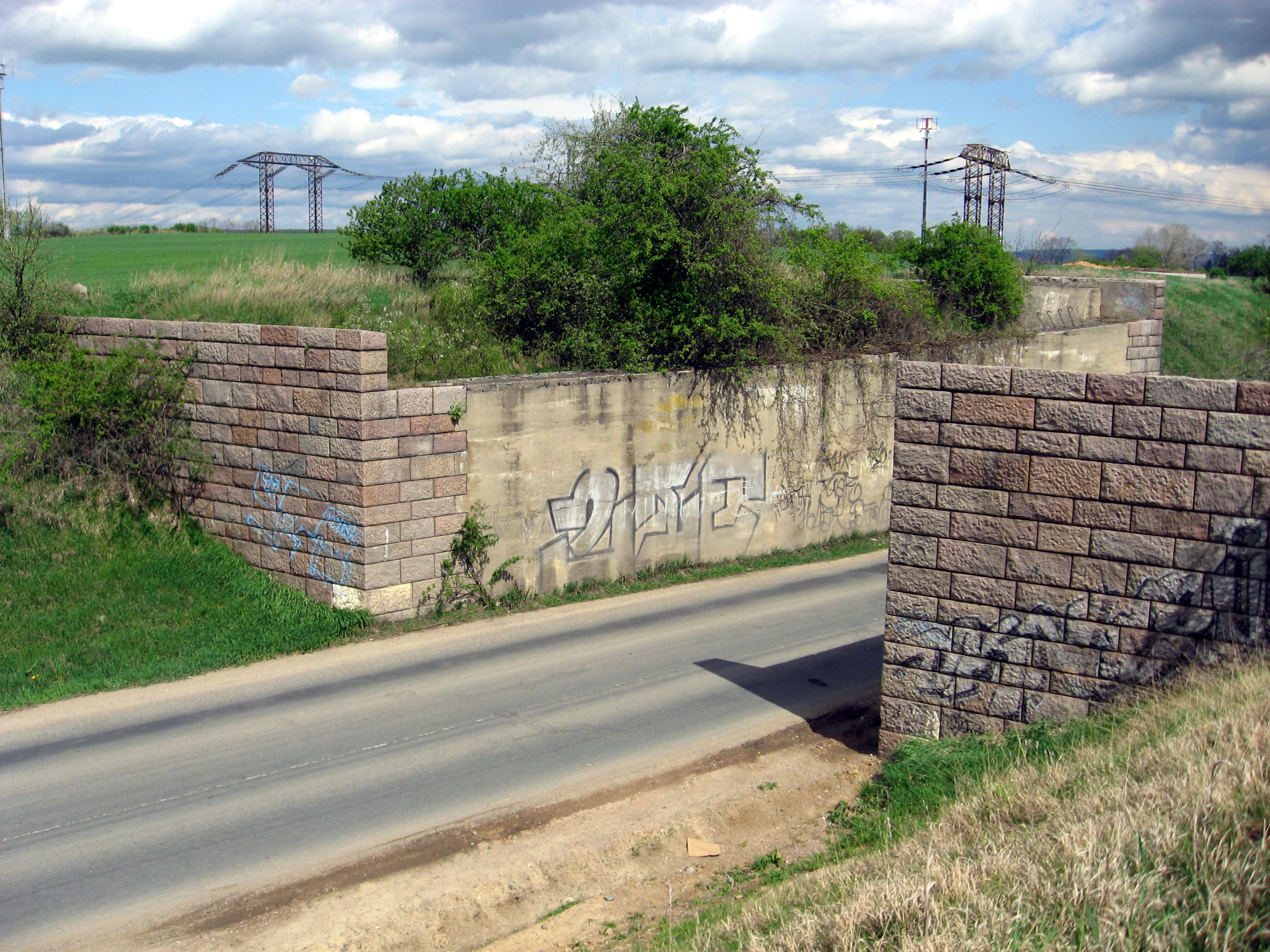
Nedokončený dálniční most
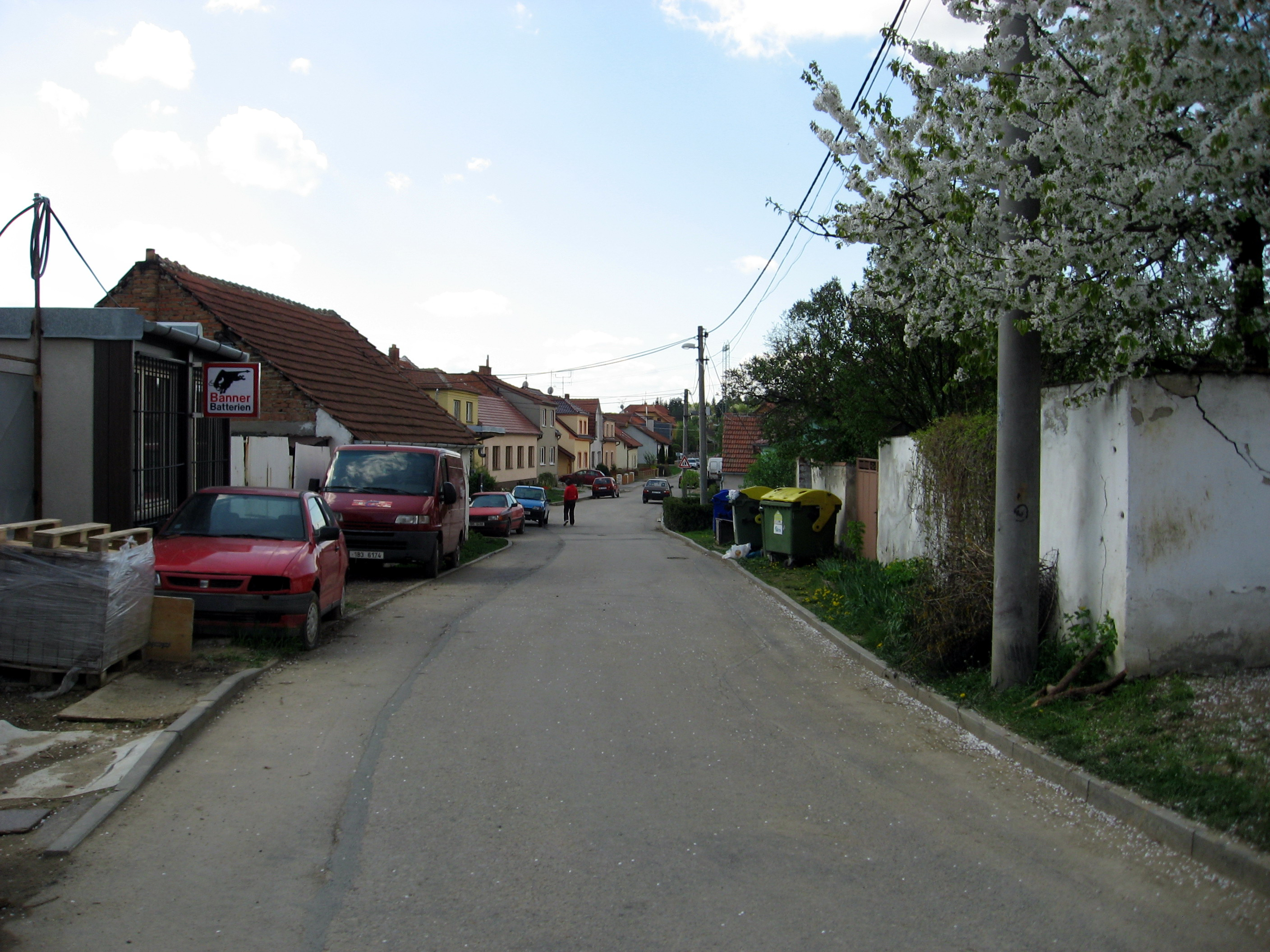
Ulice
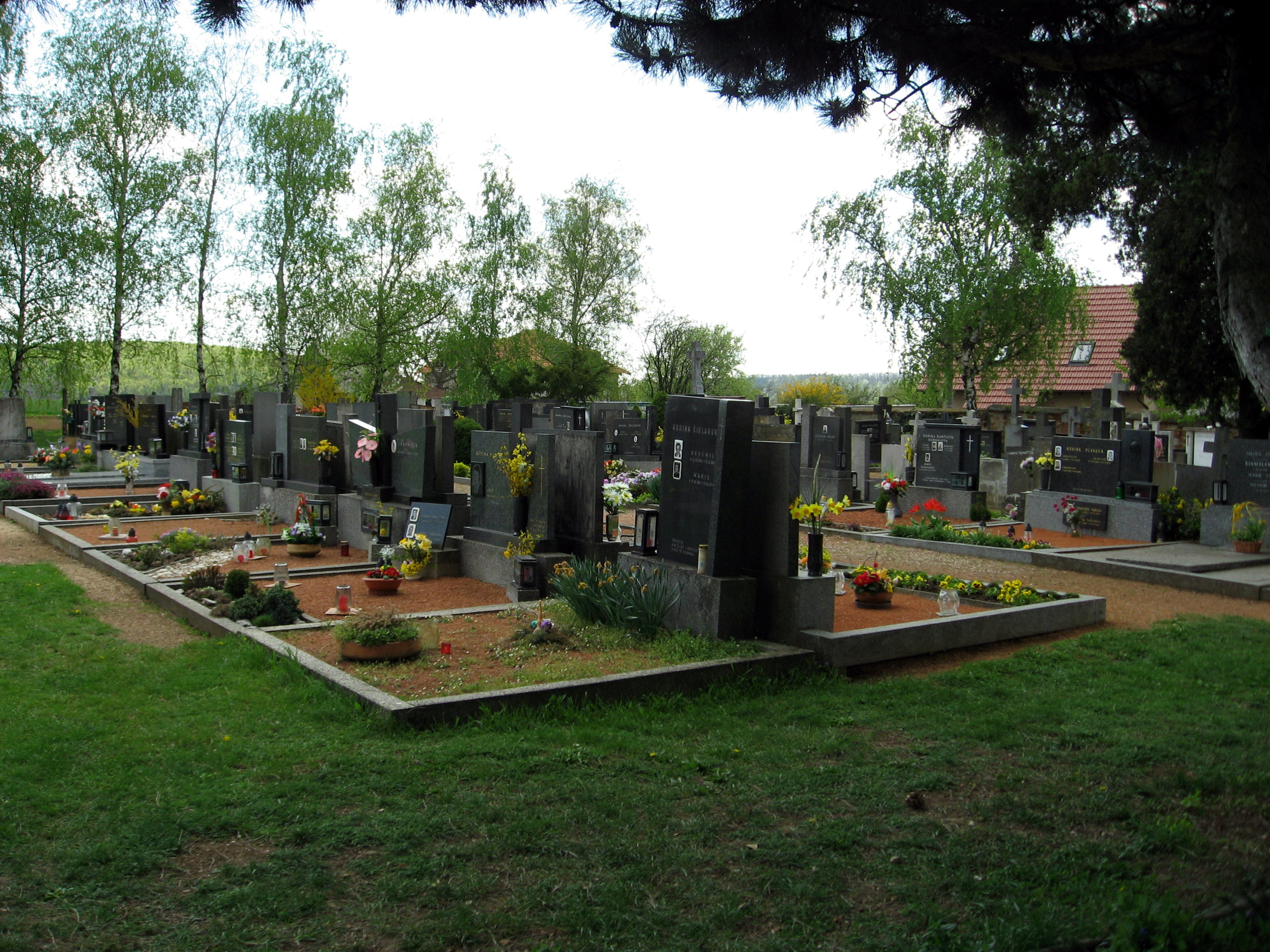
Hřbitov